# Pigres van Halicarnassus
Pigres van Halicarnassus (Oudgrieks: Πίγρης) was een Oudgrieks dichter en een broer of zoon van de gevierde Artemisia, de satraap van Caria en een bondgenoot van Xerxes I.
In de Suda wordt hij gezien als de auteur van de Margites en de Batrachomyomachia. Het laatste gedicht is ook aan hem toegeschreven door Plutarchus, en was waarschijnlijk zijn werk. Een van zijn versvoeten was heel uniek, namelijk een pentameter invoegen na elke hexameter in de Ilias, dus:
Μῆνιν ἄειδε θεὰ Πηληϊάδεω Ἀχιλῆος
Μοῦσα· σὺ γὰρ πάσης πείρατ᾽ ἔχεις σοφίης.
Tevens zou hij de eerste dichter geweest zijn die de jambische trimeter gebruikte.
- Bibliothèque nationale de France: cb12248076s (data)
- Gemeinsame Normdatei: 102403384
- International Standard Name Identifier: 0000 0000 8010 0693
- Library of Congress Control Number: no2014116243
- Nationale Bibliotheek van Israël: 987007592301705171
- Système universitaire de documentation: 031223540
- Virtual International Authority File: 196516172
- WorldCat: E39PCjwrK64gW6mPWgy6tBV9jC